# Чіанграй Юнайтед
«Чіанграй Юнайтед» (тай. สโมสรฟุตบอล เชียงราย ยูไนเต็ด) — тайський футбольний клуб, який базується в Чіанграї, заснований 2009 року.

## Історія
Клуб був заснований в 2009 році і був включений до третього дивізіону, де спочатку виграв Північну групу, а потім у фінальній грцпі став другим і підвищився у класі. Там у другому за рівнем дивізіоні клуб відразу зайняв 3-тє місце і вийшов у Прем'єр-лігу. Там команда тривалий час боролась за виживання, але кожен раз залишилась у вищому дивізіоні.
2016 року «Чіанграй Юнайтед» уклав угоду з Jarken Group для зміцнення бренду і організації цілісної маркетингової стратегії, яка включає, бізнес-розвиток і зміцнення структур управління з метою формування позитивного іміджу команди. В результаті у сезоні 2017 року клуб придбав за 50 млн бат гравця збірної Таїланду Танабуна Кесерата, завдяки чому він став найдорожчим тайським футболістом в історії. Також у клубі з'явились і дорогі легіонери Вандер Луїс, Феліпе Азеведо та Енріке Сілва.
Ця команда в 2017 році виграла Кубок Таїланду, обігравши у фіналі «Бангкок Юнайтед» з рахунком 4:2. А вже в наступному 2018 році, перемігши «Бурірам Юнайтед» (3:2), клуб вдруге поспіль здобув цей трофей, паралельно вигравши і два інших національних трофею — Кубок ліги та Кубок чемпіонів.

## Стадіон

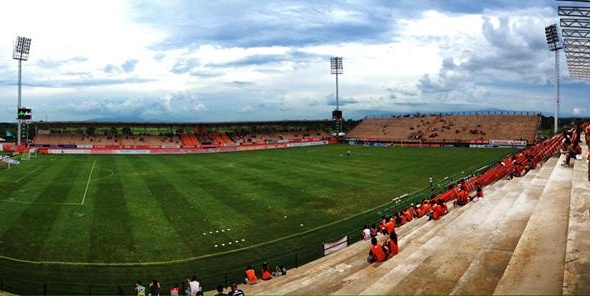
Стадіон «Сінгха» в 2012 році.

«Чіанграй Юнайтед» з 2012 року грає на стадіоні «Сінгха», розташованому в провінції Чіанграй, Таїланд і має місткість 11,354 осіб.

## Статистика за сезоном
| Сезон | Ліга        | Ліга | Ліга | Ліга | Ліга | Ліга | Ліга | Ліга | Ліга | Кубок Таїланду | Кубок ліги | Кубок чемпіонів | Ліга чемпіонів АФК | Найкращий бомбардир | Найкращий бомбардир |
| Сезон | Дивізіон    | І    | В    | Н    | П    | ГЗ   | ГП   | О    | М    | Кубок Таїланду | Кубок ліги | Кубок чемпіонів | Ліга чемпіонів АФК | Ім'я                | Голів               |
| ----- | ----------- | ---- | ---- | ---- | ---- | ---- | ---- | ---- | ---- | -------------- | ---------- | --------------- | ------------------ | ------------------- | ------------------- |
| 2009  | DIV 2 (ІІІ) | 20   | 17   | 3    | 0    | 62   | 16   | 54   | 1    | –              | –          | –               | –                  | Ватчаракорн Клайтін | 19                  |
| 2009  | RL          | 8    | 3    | 3    | 2    | 12   | 11   | 12   | 2    | –              | –          | –               | –                  | Н/Д                 | Н/Д                 |
| 2010  | DIV 1 (ІІ)  | 30   | 15   | 8    | 7    | 44   | 32   | 53   | 3    | Р3             | Р2         | –               | –                  | Васан Натасан       | 13                  |
| 2011  | TPL         | 34   | 11   | 11   | 12   | 47   | 52   | 44   | 10   | Р4             | 1/4        | –               | –                  | Васан Натасан       | 18                  |
| 2012  | TPL         | 34   | 11   | 11   | 12   | 40   | 47   | 44   | 9    | 1/2            | Р3         | –               | –                  | Нантават Тансопа    | 8                   |
| 2013  | TPL         | 32   | 8    | 10   | 14   | 32   | 45   | 34   | 11   | 1/4            | Р3         | –               | –                  | Леандро Ассумпсао   | 9                   |
| 2014  | TPL         | 38   | 13   | 16   | 9    | 55   | 47   | 55   | 7    | 1/2            | Р4         | –               | –                  | Ренан Маркес        | 17                  |
| 2015  | TPL         | 34   | 12   | 8    | 14   | 42   | 57   | 44   | 9    | 1/4            | Р1         | –               | –                  | Ренан Маркес        | 10                  |
| 2016  | TL          | 31   | 13   | 6    | 12   | 42   | 43   | 45   | 8    | Р3             | Р2         | –               | –                  | Веллінгтон Бруно    | 10                  |
| 2017  | T1          | 34   | 18   | 6    | 10   | 67   | 42   | 60   | 4    | Ч              | Ф          | –               | –                  | Феліпе Азеведо      | 18                  |
| 2018  | T1          | 34   | 15   | 10   | 9    | 52   | 36   | 55   | 5    | Ч              | Ч          | Ч               | Плей-оф            | Білл                | 9                   |
| 2019  | T1          |      |      |      |      |      |      |      |      |                |            |                 |                    |                     |                     |

## Міжнародні виступи
| 2018 | Ліга Чемпіонів | Попередній раунд 2        | «Балі Юнайтед»      | 2-1 (д. ч.) |
| 2018 | Ліга Чемпіонів | Відбірковий раунд плей-оф | «Шанхай СІПГ»       | 1-0         |
| 2019 | Ліга Чемпіонів | Попередній раунд 2        | ?                   |             |
| 2019 | Ліга Чемпіонів | Відбірковий раунд плей-оф | «Санфрече Хіросіма» |             |

## Головні тренери
- Саріт Вутчуай 2009
- Таватчай Дамронг-Онгтракул 2009
- Апісіт Ім-Апай гру 2009 – лют 2010
- Каджон Пуннавес лют 2010 – тра 2010
- Рунгсімун Сонгкрохтам тра 2010 – лип 2010
- Стефано Кугурра Теко лип 2010 – чер 2013
- Генк Вісман лип 2013 – вер 2013
- Анурак Срікерд вер 2013 – жов 2013
- Тірасак По-он лис 2013 – лис 2016
- Алешандре Гама гру 2016 – жов 2018
- Жозе Алвес Боржес жов 2018 –

## Досягнення
- Чемпіонат Таїланду:
  -  Чемпіон (1): 2019
- Кубок Таїланду
Володар (3): 2017, 2018, 2020-21
- Кубок тайської ліги
Володар (1): 2018
Фіналіст: 2017
- Кубок Чемпіонів Таїланду
Володар (2): 2018, 2020
Фіналіст (2): 2019, 2021